# Tanjung Pandan (onderdistrict)
Tanjung Pandan is een onderdistrict en stad in het regentschap Belitung in de provincie Bangka-Belitung, Indonesië. De stad telt 86.031 inwoners (2010).

## Indeling
Het onderdistrict Tanjung Pandan bestaat uit de volgende plaatsen/wijken:
- Buluh Tumbang
- Perawas
- Lesung Batang
- Pangkal Lalang
- Dukong (Tanjung Pandan)
- Juru Seberang
- Kota Tanjung Pandan (stadscentrum)
- Parit (Tanjung Pandan)
- Tanjung Pendam
- Air Saga
- Paal Satu
- Air Merbau
- Tanjung Pandan

## Geboren
- Michel Ferrari (1954), hoogleraar neurologie aan het Leids Universitair Medisch Centrum
- Hans Visser (1955), gitarist van o.a. Flairck